# Rohrbach (Pfalz)

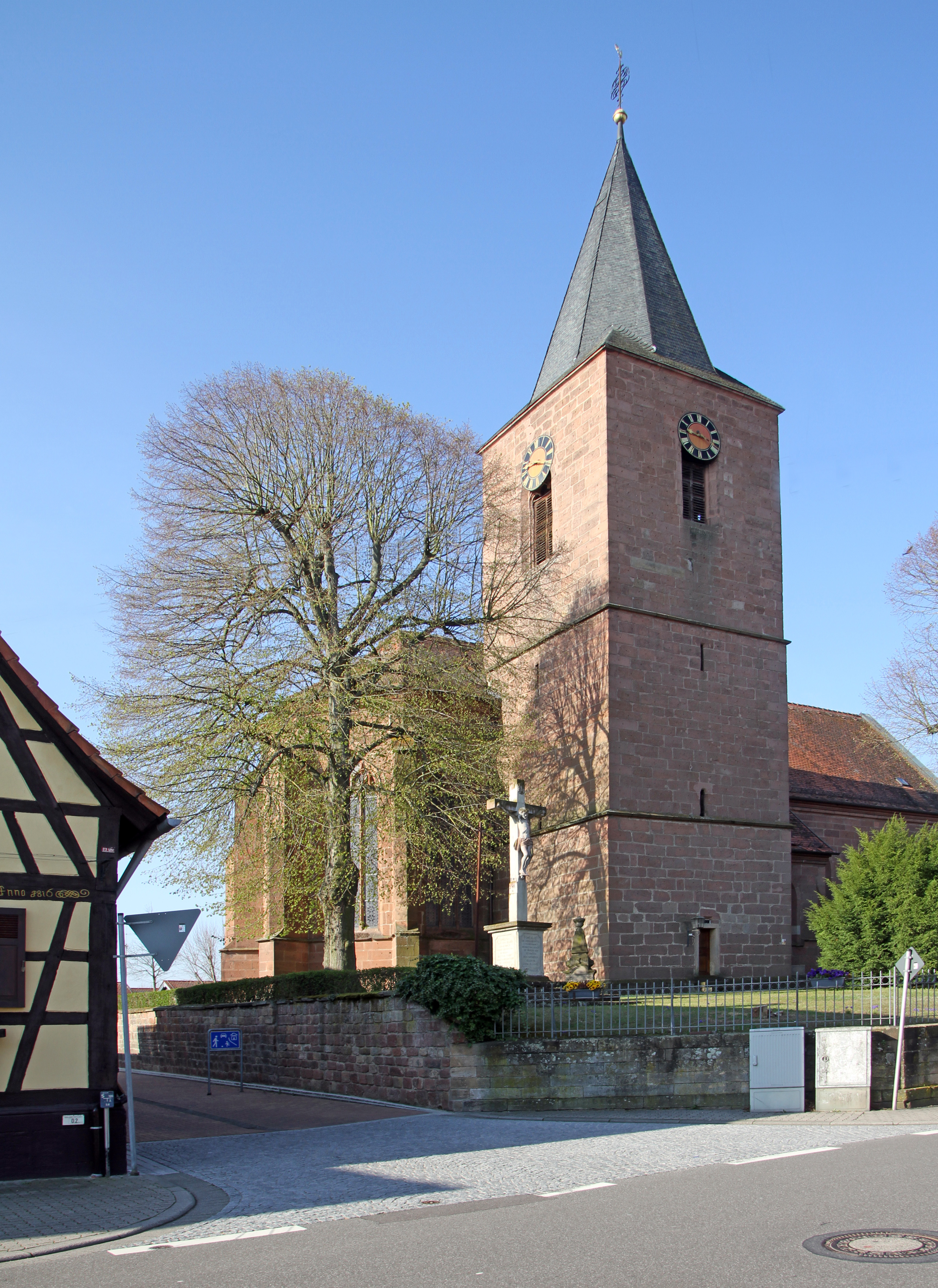
Simultankirche St. Michael in Rohrbach

Rohrbach ist eine Ortsgemeinde im Landkreis Südliche Weinstraße in Rheinland-Pfalz. Sie gehört der Verbandsgemeinde Herxheim an.

## Geographie
Rohrbach liegt in der Oberrheinischen Tiefebene in der Südpfalz zwischen Landau in der Pfalz (ca. 8 km Entfernung) und Karlsruhe (ca. 30 km Entfernung). Zur Gemeinde gehört zusätzlich der Wohnplatz Lettenhof. Nachbargemeinden sind – im Uhrzeigersinn – Insheim, Herxheim bei Landau/Pfalz, Steinweiler, Billigheim-Ingenheim und Impflingen.
Der Klingbach bildet zu weiten Teilen die Gemarkungsgrenze zu Steinweiler. Der Kaiserbach streift den südwestlichen Siedlungsrand, ehe er von links in den Klingbach mündet. Der Quodbach, ebenfalls ein linker Nebenfluss des Klingbachs, bildet im Osten die Grenze zu Insheim. Rohrbach liegt im Landschaftsschutzgebiet „Klingbachtal-Kaiserbachtal“.
Die Gemarkung Rohrbach ist Teil des Naturraums Mühlhofen-Rheinzaberner Riedel.

## Geschichte
Der Ort ist 693 erstmals urkundlich belegt. Das Dorf war ursprünglich reichsfrei, aber seit dem 14. Jahrhundert vom Reich an die Kurpfalz verpfändet.
Bis zum Ende des 18. Jahrhunderts gehörte er zum kurpfälzischen Amt Billigheim, das dem Oberamt Germersheim unterstellt war. Bei Rohrbach fand am 29. Juni 1793 eine Schlacht des französischen Revolutionskrieges statt. Die österreichischen Truppen unter Feldmarschall Dagobert Sigmund von Wurmser schlugen dabei das französische Heer zurück und vereitelten damit den Entsatz von Mainz.
Von 1792 bis 1814, als die Pfalz Teil der Französischen Republik (bis 1804) und anschließend Teil des Napoleonischen Kaiserreichs war, war Rohrbach zunächst in den Kanton Billigheim und nach dessen Auflösung ab 1802 in den Kanton Bergzabern eingegliedert. 1815 wurde der Ort Österreich zugeschlagen. Bereits ein Jahr später wechselte der Ort in das Königreich Bayern. Von 1818 bis 1862 war der Ort Bestandteil des Landkommissariat Bergzabern, das anschließend in ein Bezirksamt umgewandelt wurde.
1939 wurde der Ort in den Landkreis Bergzabern eingegliedert. Nach dem Zweiten Weltkrieg wurde Rohrbach innerhalb der französischen Besatzungszone Teil des damals neu gebildeten Landes Rheinland-Pfalz. Im Zuge der ersten rheinland-pfälzischen Verwaltungsreform wechselte die Gemeinde am 7. Juni 1969 in den neu geschaffenen Landkreis Landau-Bad Bergzabern, der 1978 in Landkreis Südliche Weinstraße umbenannt wurde. 1972 wurde die Gemeinde der ebenfalls neu gebildeten Verbandsgemeinde Herxheim zugeordnet.

## Religion
Die im Ort lebenden Juden wurden in Annweiler begraben.

## Politik

### Gemeinderat
Der Gemeinderat in Rohrbach besteht aus 16 Ratsmitgliedern, die bei der Kommunalwahl am 9. Juni 2024 in einer personalisierten Verhältniswahl gewählt wurden, und dem ehrenamtlichen Ortsbürgermeister als Vorsitzendem.
Die Sitzverteilung im Gemeinderat:
| Wahl | SPD | CDU | Grüne | FDP | FWG | Gesamt   |
| ---- | --- | --- | ----- | --- | --- | -------- |
| 2024 | 4   | 4   | 1     | –   | 7   | 16 Sitze |
| 2019 | 4   | 4   | –     | –   | 8   | 16 Sitze |
| 2014 | 4   | 6   | –     | –   | 6   | 16 Sitze |
| 2009 | 3   | 5   | –     | 2   | 6   | 16 Sitze |
| 2004 | 3   | 6   | –     | 3   | 4   | 16 Sitze |

### Bürgermeister
Thomas Kienzler (FWG) wurde am 27. August 2019 Ortsbürgermeister von Rohrbach. Bei der Direktwahl am 26. Mai 2019 hatte er sich mit einem Stimmenanteil von 55,05 % gegen den bisherigen Amtsinhaber Peter Feser (CDU) durchgesetzt, der das Amt zehn Jahre ausgeübt hatte. Bei der Direktwahl am 9. Juni 2024 setzte sich Kienzler mit 61,8 % gegen zwei Mitbewerber durch.

### Wappen
Das Landesarchiv Speyer (Hr. Debus) beschreibt das Rohrbacher Wappen im Jahr 1977 folgendermaßen:
| Wappen von Rohrbach | Blasonierung: „Unter schwarzem Schildhaupt ein goldener, an der linken Flanke mit drei schwarzen Spitzen besetzter Schild, auf dessen goldenem Grund ein schwarzes Gemarkungszeichen in Form einer »8«, deren oberer Kreis nicht ganz geschlossen ist.“ |
| Wappen von Rohrbach | Wappenbegründung: Rohrbach besaß bis 1977 noch kein genehmigtes Gemeindewappen, wohl aber ein altes Gerichtssiegel aus dem Jahr 1698, das die Bannmarke im ovalen Schild zeigte. Die Farben Schwarz und Gold erinnern an die frühere Zugehörigkeit zur Kurpfalz. Das schwarze Schildhaupt und die drei seitlichen Zacken wurden aus dem Wappen des alten Herrengeschlechts „von Rohrbach“ übernommen, das allerdings auf silbernem, statt auf goldenem Grund stand. Das Rittergeschlecht war für den Ort von erheblicher Bedeutung vom 13. bis 15. Jahrhundert. |

### Gemeindepartnerschaft
Mit Axams in Tirol (Österreich) besteht seit 1978 eine Gemeindepartnerschaft.

## Kultur und Sehenswürdigkeiten

### Denkmäler
Auf Gemarkung der Gemeinde befinden sich insgesamt 27 Objekte, die unter Denkmalschutz stehen.

### Bahnhof Rohrbach Südpfalz
Das ehemalige Bahnhofsgebäude wurde renoviert und saniert. Darin befinden sich nun ein Restaurant, ein Küchenstudio und Büro- und Seminarräume.

### Museum
Im Pfiesterhaus, einem restaurierten Fachwerkhaus aus dem 16. Jahrhundert, betreut ein Förderverein die gemeindeeigene dorfgeschichtliche Sammlung.

### Überregionale Veranstaltungen
- Weinfest

Das jährlich am zweiten Juniwochenende stattfindende Rohrbacher Weinfest ist weit über die Gemeindegrenzen bekannt und gilt als eines der beliebtesten Feste dieser Art.
- Wurschtzippel Kerwe

Am ersten Wochenende im Oktober findet die traditionelle Wurschtzippel Kerwe auf dem Platz vor dem Dorfgemeinschaftshaus statt.
- Rohrbacher Zimt Zauber

Am zweiten Adventswochenende findet der Rohrbacher Adventsmarkt „Zimt Zauber“ statt. Der Erlös wird vom Veranstalter für einen gemeinnützigen Zweck gespendet.

## Wirtschaft und Infrastruktur

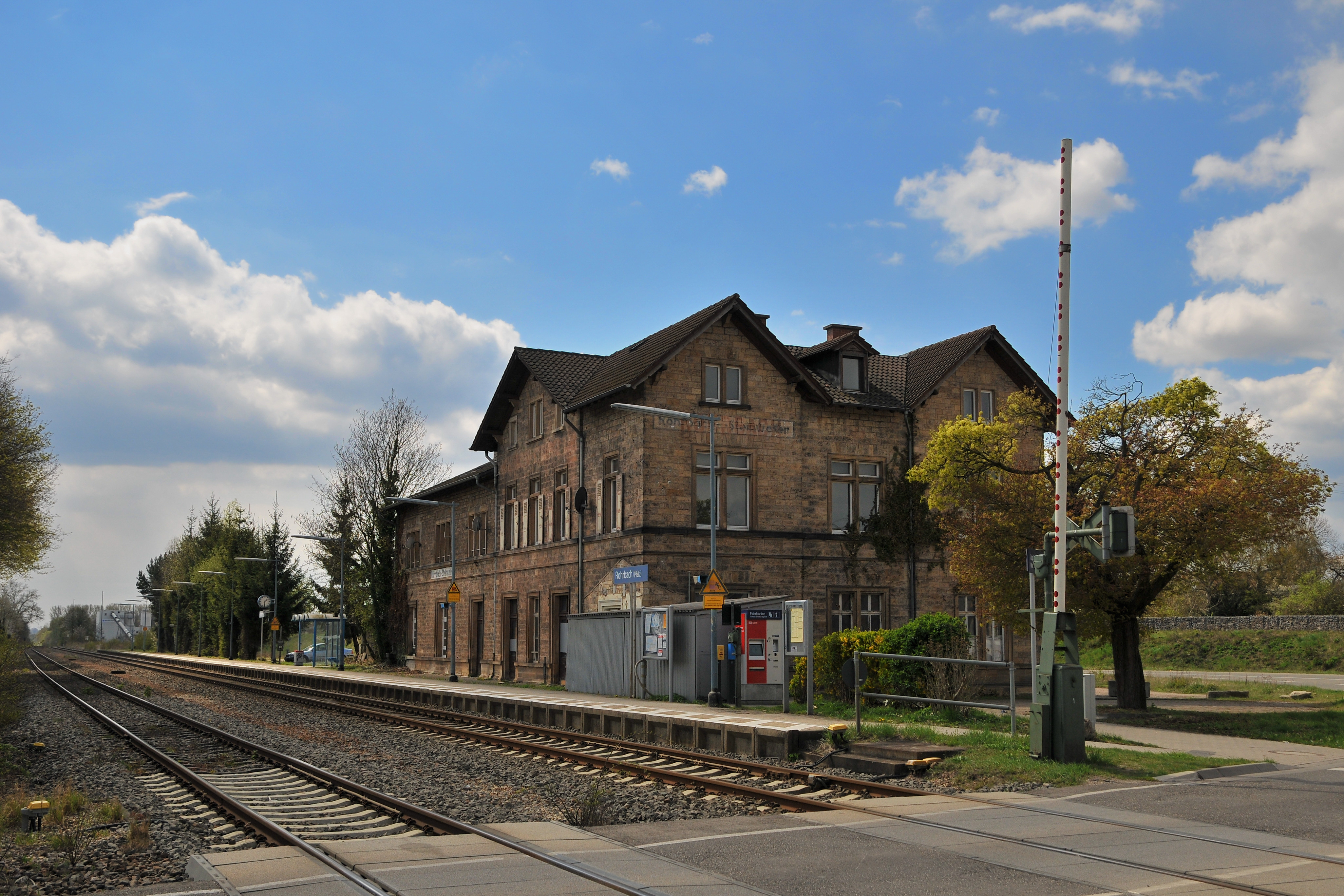
Bahnhof Rohrbach

### Wirtschaft
Rohrbach ist ein Winzerort und als solcher Teil des Weinanbaugebiets Pfalz. Vor Ort existieren die Einzellagen Mandelpfad als Teil der Großlage Kloster Liebfrauenberg und Schäfergarten als Teil der Großlage Herrlich.

### Verkehr
Der Bahnhof Rohrbach (Pfalz) an der 1855 eröffneten Bahnstrecke Neustadt–Wissembourg befindet sich am östlichen Siedlungsrand und liegt sowohl im Verkehrsverbund Rhein-Neckar (RNV) als auch im Tarifbereich des Karlsruher Verkehrsverbundes (KVV); betrieblich ist er inzwischen lediglich ein Haltepunkt. Bis zur Eröffnung des Haltepunkts Steinweiler trug er die Bezeichnung Rohrbach-Steinweiler. Es existieren stündliche Regionalbahnverbindungen nach Neustadt an der Weinstraße sowie Karlsruhe; Regionalexpresszüge sowie die Züge der Relation Neustadt–Wissembourg durchfahren Rohrbach ohne Halt. Von 1892 bis 1968 war Rohrbach zudem Ausgangspunkt der Klingbachtalbahn, die nach Klingenmünster führte.
Rohrbach liegt direkt an der A 65; die den äußersten Osten der Gemarkung in Nord-Süd-Richtung durchquert. Vor Ort befindet sich die Anschlussstelle Rohrbach. Mitten durch den Ort verlaufen die Landesstraße 554 sowie die Kreisstraße 21.

### Bildung
Die Grundschule Rohrbach bietet ein staatliches Studienseminar für das Lehramt an Grund- und Hauptschulen an, das PAMINA-Studienseminar Rohrbach.

## Persönlichkeiten
- Berthold Schnabel (* 1943), Regionalhistoriker, war vor Ort Fachleiter für Geschichte am Staatlichen Studienseminar für das Lehramt an Grund- und Hauptschulen
- Rosi Eichenlaub (* 1958), Fußballspielerin, betreibt in Rohrbach eine Logistikfirma